# Arcophilus toltecus
Arcophilus toltecus är en mångfotingart som beskrevs av Chamberlin 1943. Arcophilus toltecus ingår i släktet Arcophilus och familjen trädgårdsjordkrypare. Inga underarter finns listade i Catalogue of Life.